# Ньюкасл-Уэст

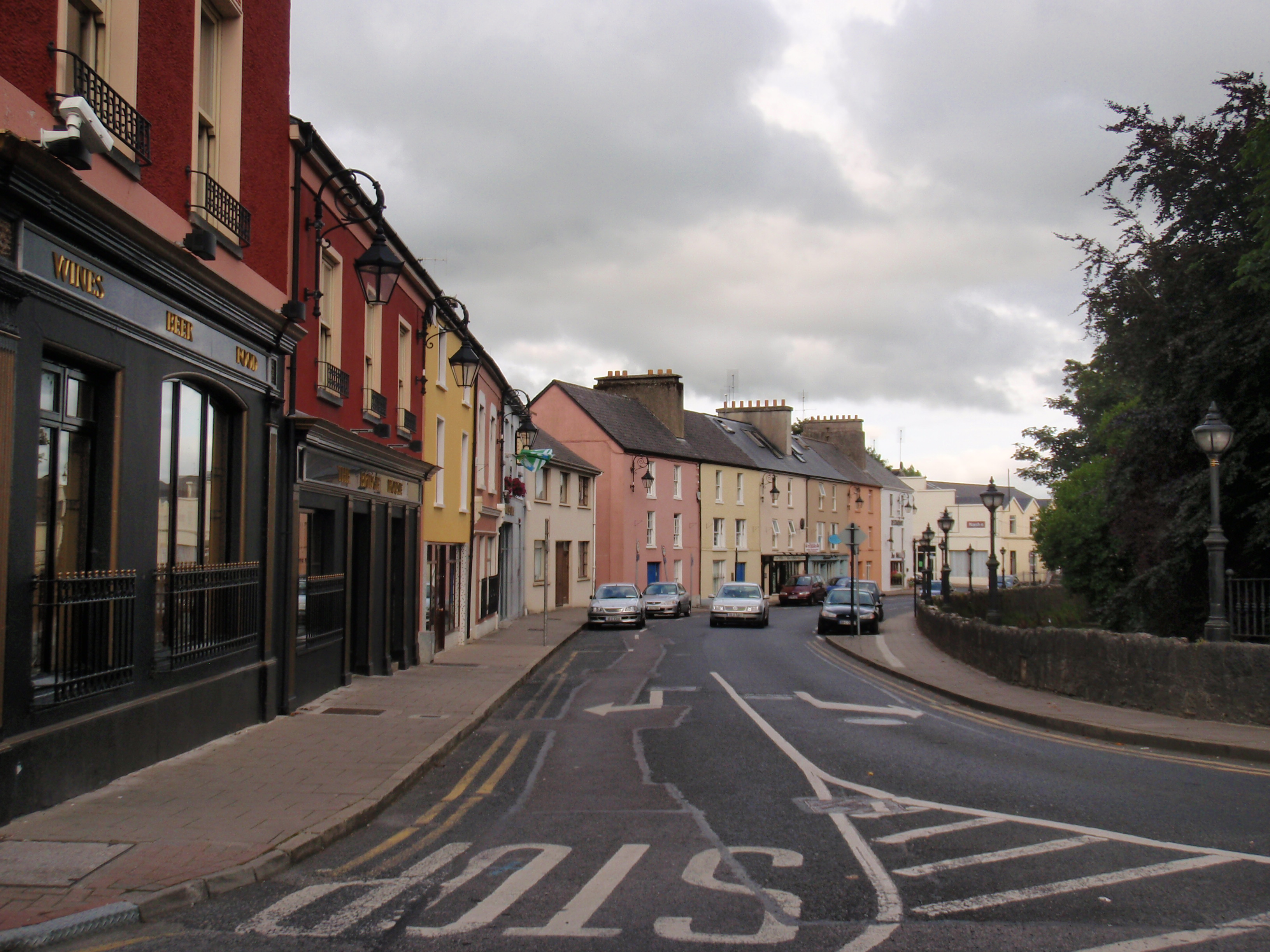

Ньюка́сл-Уэ́ст (англ. Newcastle West; ирл. An Caisleán Nua Thiar, Ан-Кашлян-Нуа) — (переписной) посёлок в Ирландии, находится в графстве Лимерик (провинция Манстер).
Местная железнодорожная станция была открыта 1 января 1857 года, закрыта для пассажиров 4 февраля 1963 года, закрыта для товароперевозок 2 декабря 1974 года и окончательно закрыта 3 ноября 1975 года.
Во время наводнения 1 августа 2008 года в поселении пришлось эвакуировать жителей 20 домов, которые затопило вышедшей из-за сильного дождя из берегов рекой Арра, в трёх тысячах домов временно не было электроснабжения, кроме того, была перекрыта трасса N21.

## Демография
Население — 5098 человек (по переписи 2006 года). В 2002 году население составляло 4017.
Данные переписи 2006 года:
| Общие демографические показатели |               |                               |                               |      |      |
| Всё население                    | Всё население | Изменения населения 2002—2006 | Изменения населения 2002—2006 | 2006 | 2006 |
| 2002                             | 2006          | чел.                          | %                             | муж. | жен. |
| 4017                             | 5098          | 1081                          | 26,9                          | 2566 | 2532 |

В нижеприводимых таблицах сумма всех ответов (столбец «сумма»), как правило, меньше общего населения населённого пункта (столбец «2006»).
| Религия (Тема 2 — 5 : Число людей по религиям, 2006) |             |                |             |            |       |      |
| Католики, чел.                                       | Католики, % | Другая религия | Без религии | не указано | сумма | 2006 |
| 4656                                                 | 91,3        | 209            | 149         | 84         | 5098  | 5098 |

| Этно-расовый состав (Этничность. Тема 2 — 3 : Постоянное население по этническому или культурному происхождению, 2006) |            |              |       |        |        |            |       |       |
| Белые ирландцы | Лухт-шулта | Другие белые | Негры | Азиаты | Другие | Не указано | сумма | 2006  |
| 4058 | 120        | 627          | 11    | 28     | 61     | 84         | 4989  | 5098  |
| Доля от всех отвечавших на вопрос, %                                                                                   |            |              |       |        |        |            |       |       |
| 81,3 | 2,4        | 12,6         | 0,2   | 0,6    | 1,2    | 1,7        | 100   | 97,91 |

1 — доля отвечавших на вопрос о языке от всего населения.
| Владение ирландским языком (Тема 3 — 1 : Число людей от 3 лет и старше по способности говорить по-ирландски, 2006) |      |            |       |       |
| Владеете ли Вы ирландским языком?                                                                                  |      |            |       |       |
| Да | Нет  | Не указано | сумма | 2006  |
| 2094 | 2678 | 118        | 4890  | 5098  |
| Доля от всех отвечавших на вопрос о языке, %                                                                       |      |            |       |       |
| 42,8 | 54,8 | 2,4        | 100   | 95,91 |

1 — доля отвечавших на вопрос о языке от всего населения.
| Использование ирландского языка (Тема 3 — 2 : Говорящие по-ирландски от 3 лет и старше по частоте использования ирландского языка, 2006) |                                                            |                                               |                                               |                                               |                                               |                                               |       |                                     |      |
| Как часто и где Вы говорите по-ирландски?                                                                                                |                                                            |                                               |                                               |                                               |                                               |                                               |       |                                     |      |
| ежедневно, только в образовательных учреждениях                                                                                          | ежедневно, как в образовательных учреждениях, так и вне их | в других местах (вне образовательной системы) | в других местах (вне образовательной системы) | в других местах (вне образовательной системы) | в других местах (вне образовательной системы) | в других местах (вне образовательной системы) | сумма | всего, отвечавших на вопрос о языке | 2006 |
| ежедневно, только в образовательных учреждениях                                                                                          | ежедневно, как в образовательных учреждениях, так и вне их | ежедневно                                     | каждую неделю                                 | реже                                          | никогда                                       | не указано                                    | сумма | всего, отвечавших на вопрос о языке | 2006 |
| 464 | 22                                                         | 82                                            | 111                                           | 809                                           | 571                                           | 35                                            | 2094  | 4890                                | 5098 |
| Доля от всех отвечавших на вопрос о языке, %                                                                                             |                                                            |                                               |                                               |                                               |                                               |                                               |       |                                     |      |
| 9,5 | 0,4                                                        | 1,7                                           | 2,3                                           | 16,5                                          | 11,7                                          | 0,7                                           | 42,8  | 100                                 |      |

| Типы частных жилищ (Тема 6 — 1(a) : Число частных домовладений по типу размещения, 2006) |          |         |                 |            |       |      |
| Отдельный дом                                                                            | Квартира | Комната | Переносные дома | не указано | сумма | 2006 |
| 1647                                                                                     | 189      | 14      | 4               | 51         | 1905  | 5098 |